# صالون زهرة (مسلسل)
صالون زهرة هو مسلسل تلفزيوني لبناني درامي كوميدي لعام 2021.

## قصة العمل
"صالون زهرة" هو مسلسل اجتماعي كوميدي من بطولة الممثلة اللبنانية نادين نسيب نجيم والممثل السوري معتصم النهار إلى جانب مجموعة من الفنانين والممثلين اللبنانيين والسوريين، يتألف من جزئين ويناقش، من خلال شخصياته التي تقطن في حيٍّ شعبيٍّ في لبنان، المشاكل والتحديات التي تواجه المرأة بشكل عام والصعوبات التي واجهت الكثير عُقب انفجار مرفأ بيروت. يروي الجزء الأول من المسلسل قصة الحادثة التي جمعت بطلا العمل سوياً في إطار من الكوميديا، أما الجزء الثاني فيركز على التغيرات التي تطرأ على علاقة "زهرة" و"أنس" والخلافات التي تنشب بينهما، خاصة بعد قرارهما بتوسيع نطاق أعمالهما والأزمات التي تنتج عن ذلك.
يتناول هذا المسلسل العديد من القضايا الاجتماعية المرتبطة بالحبّ والمجتمع والعائلة، وهو من تأليف نادين جابر في جزئه الأول، في حين قامت كلوديا مرشليان بتأليف الجزء الثاني، وهو من إخراج جو بوعيد وتنفيذ شركة صباح إخوان (سيدرز آرت برودكشن Cedars Arts Production)، وبدأ عرض الجزء الأول منه عبر منصة "شاهد" في 19 أغسطس 2021، بينما عُرض الجزء الثاني في 10 نوفمبر 2022.

## الجزء الأول

### القصة
تدور أحداث الجزء الأول من "صالون زهرة" في حيٍّ شعبي تفتتح فيه "زهرة"، التي تلعب دورها الممثلة نادين نسيب نجيم، صالوناً للتجميل يُمنع دخول الرجال إليه ليكون مكاناً تجتمع فيه سيدات الحي ليتبادلن الأحاديث والأسرار، لكن وصول دفعة من الكراسي إلى الصالون عن طريق الخطأ تغير كل شيء وتقلب حياة "زهرة" رأساً على عقب. فهذه الكراسي تعود لـِ "أنس" الذي يلعب دوره الممثل معتصم النهار، وهو شاب سوريّ يعمل بتهريب الأموال، ويبدأ بالتخطيط لاستعادة الكراسي من "زهرة" لأنه خبأ بداخلها أموال، غير أنها تجعل من هذه المهمة شبه مستحيلة. يستأجر "أنس" المتجر المجاور لصالون "زهرة" حتى يتقرب منها ليستعيد ما فقد، لكن الأمور تزداد تعقيداً حين يتضح أنها كانت تريد استئجار هذا المتجر على وجه التحديد لتوسعة صالونها، فتتوالى الأحداث والمشاكل بينهما في قالب كوميدي رومانسي، خاصة عندما تنمو مشاعر الإعجاب والحب بينهما.
يروي المسلسل أيضاً قصة ماضي "زهرة" الأليم والأمور التي دفعتها لتصبح امرأة قوية لا تخشى شيئاً، وقصة ابنتها التي أخفت أمرها عن الجميع، وشقيقتها التي تتعرض لتعنيف مستمر من قبل زوجها، بالإضافة إلى قصص العديد من السيدات اللواتي يقصدن صالون "زهرة" لتتشابك حكاياتهن مع حكايتها.

### طاقم التمثيل
يضم مسلسل "صالون زهرة" في جزئه الأول إلى جانب بطلي العمل الممثلة اللبنانية نادين نسيب نجيم والممثل السوري معتصم النهار باقة من الممثلين اللبنانيين والسوريين البارزين منهم طوني عيسى، فادي أبي سمرا، نهلة عقل داوود، كارول عبود، زينة مكي، لين غرة، رشا بلال، أنجو ريحان، حسين مقدم، علي سكر، نقولا دانيال، عمر ميقاتي، نوال كامل، مجدي مشموشي، ناظم عيسى، سمارة نهرا، جورج دياب، هشام أبو سليمان، كميل يوسف، أنطوانيت نوفالي، محمد ياغي، جوزيف عاد.  

### أبرز الشخصيات
أدت الممثلة اللبنانية نادين نسيب نجيم دور البطولة في مسلسل "صالون زهرة" في جزئه الأول وذلك من خلال لعب دور شخصية "زهرة"، المرأة القوية التي تفعل المستحيل لحماية عائلتها وأحبائها، في حين يجسد الممثل السوري معتصم النهار دور "أنس"، الشاب الذي يجد نفسه متورطاً مع عصابات تهريب الأموال بين سوريا ولبنان، وفيما يلي أبرز الشخصيات:
- زهرة (نادين نسيب نجيم)
- أنس (معتصم النهار)
- يوسف (طوني عيسى)
- فواز (فادي أبي سمرا)
- فادي (جنيد زين الدين)
- ابتسام (نهلة عقل داوود)
- هنادي (كارول عبود)
- رشا (زينة مكي)
- لينا (لين غرة)
- مرام (رشا بلال)
- ميسم (أنجو ريحان)
- زيكو (حسين مقدم)
- سمير (علي سكر)
- بهيج (نقولا دانيال)
- مسعود (عمر ميقاتي)
- نجوى (نوال كامل)
- عبد الله (مجدي مشموشي)
- شكيب (ناظم عيسى)
- هيام (سمارة نهرا)
- ظافر (هشام أبو سليمان)
- عفيف (كميل يوسف)[9]

## الجزء الثاني

### القصة
يتألف الجزء الثاني من مسلسل "صالون زهرة" من 10 حلقات، وتعتبر أحداثه متممة لأحداث الجزء الأول، حيث تقرر "زهرة"، التي تلعب دورها الفنانة نادين نسيب نجيم، أن تفتح صالوناً خاصاً بالرجال لمساعدتها على تحمّل أعباء الحياة في ظل الظروف الاقتصادية القاسية التي يشهدها لبنان، وفي الوقت ذاته، يقوم زوجها "أنس"، الذي يلعب دوره الفنان معتصم النهار، بافتتاح مقهى خاصاً به، لكن عندما تبدأ السيدات بزيارة هذا المقهى، تنشب العديد من الخلافات وتشتعل الغيرة بين الزوجين.
تتسارع الأحداث، ويبدأ العديد من سكان الحارة بالتورط في المشاكل، لاسيما بعد أن تكتشف "زهرة" أن العصابة التي كان "أنس" يعمل معها تتواصل معه من جديد، وأنه عاد يورط نفسه في مشاكل عدة بسبب رغبته في كسب المزيد من المال. وفي هذه الأثناء، تمر "زهرة" بمواقف مُريبة، حيث يلاحقها شخصٌ مجهول منذ بداية هذا الجزء من دون أن تعرف هويته أو ماذا يريد منها، وتتصاعد الأحداث حين يتم اختطاف ابنتها، فتسارع "زهرة" لإنقاذها بأي شكل ممكن.

### طاقم التمثيل
يضم مسلسل "صالون زهرة" في جزئه الثاني إلى جانب بطلي العمل الممثلة اللبنانية نادين نسيب نجيم والممثل السوري معتصم النهار باقة من الممثلين اللبنانيين والسوريين البارزين منهم سامية الجزائري، وفاء موصللي، هدى شعراوي، كارول عبود، زينة مكي، نهلة عقل داوود، أنجو ريحان، جنيد زين الدين، لين غرة، فادي أبي سمرا، وحسين مقدم.  

### أبرز الشخصيات
- زهرة (نادين نسيب نجيم)
- أنس (معتصم النهار)
- ميسم (أنجو ريحان)
- لينا (لين غرة)
- يوسف (طوني عيسى)
- فادي (جنيد زين الدين)
- هنادي (كارول عبود)
- رشا (زينة مكي)
- مرام (رشا بلال)
- بهيج (نقولا دانيال)
- سمير (علي سكر)
- مسعود (عمر ميقاتي)
- نجوى (نوال كامل)  [12]

## وصلات خارجية
- صالون زهرة على موقع قاعدة بيانات الأفلام العربية